# Raid su Manila (1798)
Il raid su Manila del gennaio del 1798 fu un'operazione militare della Royal Navy nel corso delle guerre rivoluzionarie francesi per scardinare le difese di Manila, capitale delle Filippine spagnole, catturare il Galeone di Manila e quindi diminuire la forza dello squadrone della marina spagnola che stazionava nel porto locale. La Spagna si era trasformata da alleato della Gran Bretagna nella guerra della prima coalizione in nemico nel 1796. Per questo motivo la presenza di un potente squadrone spagnolo a Manila minacciava notevolmente la flotta annualmente diretta verso la Cina dall'Inghilterra ed i convogli provenienti da Macao che erano tutti di vitale importanza per l'economia inglese. La minaccia era tale che il governo inglese iniziò a pensare di invadere le Filippine spagnole dall'India britannica nel 1797, ma le forze vennero richiamate sulla base del trattato di Campo Formio concluso in Europa e dalla guerra in India tra la Compagnia britannica delle Indie Orientali ed il Regno di Mysore.
Per assicurare la sicurezza delle navi mercantili provenienti da Macao nell'inverno del 1797–98, il comandante inglese delle Indie Orientali, il contrammiraglio Peter Rainier, inviò un convoglio in Cina scortato dalle fregate HMS Sybille e HMS Fox e comandato dal capitano Edward Cooke. Dopo aver completato la sua missione Cooke decise di investigare personalmente lo status delle forze spagnole a Manila. Seppe tramite un rapporto che una nave tesoriera stava trasportando una grande fortuna da Manila, il che fece dell'operazione una valida preda. Salpando a bordo della Sybille ed accompagnato dal capitano Pulteney Malcolm a bordo della Fox, Cooke raggiunse la capitale spagnola il 13 gennaio 1798.
Ancorato nella baia di Manila, Cooke finse che le sue navi fossero francesi e riuscì ad ingannare gli spagnoli, facendo dei prigionieri. Dopo aver determinato coi prigionieri interrogati lo status delle difese di Manila ed il fatto che la nave tesoriera sarebbe stata scaricata a Cavite come pure che lo squadrone spagnolo stava subendo notevoli riparazioni e non era pertanto disponibile per operazioni militari in mare, inviò uno squadrone di cannoniere alla foce del fiume Pasig. Catturando delle navi nemiche, Cooke rilasciò poi i suoi prigionieri e si portò a sud, tentando di assaltare Zamboanga senza successo, per poi tornare a Macao.

## Antefatto
Nel 1796, dopo tre anni dall'inizio delle guerre rivoluzionarie francesi, la Spagna ed i repubblicani francesi siglarono il trattato di San Ilfedonso. I termini segreti del trattato prevedevano che la Spagna rinunciasse alla sua alleanza con la Gran Bretagna e poi le dichiarasse guerra. Nelle Indie Orientali questo spostamento delle alleanze avrebbe comportato una grossa minaccia per le forze inglesi, in particolare nelle Filippine spagnole. La Gran Bretagna dominava le Indie Orientali nel 1796, controllando le principali rotte commerciali dell'oceano Indiano dai porti di Bombay, Madras e Calcutta. Il Ceylon olandese, la Colonia del Capo olandese e parti delle Indie Orientali olandesi erano state già catturate nel 1795, e la presenza francese nella regione era stata confinata alla sola Île de France ed in altre piccole isole dell'Oceano Indiano occidentale.
La maggior parte delle rotte commerciali iniziavano a Canton ed a Macao in Cina. Ogni anno, all'inizio di gennaio, un grande convoglio conosciuto col nome di "Flotta della Cina", composto da grandi East Indiaman mercantili della Compagnia britannica delle Indie Orientali salpava ad ovest verso l'Europa da Macao con a bordo un preziosissimo carico di tè e di altri beni di valore. Questo convoglio era economicamente importante per l'economia inglese (basti pensare che uno di questi convogli nel 1804 venne valutato 8 000 000 di sterline, circa 600 000 000 di sterline del 2018) Nel gennaio del 1797 il convoglio era stato attaccato da uno squadrone francese nelle Indie Orientali composto da sei fregate al comando del contrammiraglio Pierre César Charles de Sercey. Nel successivo Incidente dello Stretto di Bali il comandante fece credere a Sercey che le sue poche navi erano parti di un convoglio più grande ed i francesi sotto questa minaccia preferirono ritirarsi per poi scoprire, al loro ritorno sull'Île de France, l'errore compiuto. In India vi era però il sentore che Sercey avrebbe cercato di vendicarsi di questa azione nel 1798, magari avvalendosi degli spagnoli che mantenevano un potente squadrone a Cavite.
L'impulso iniziale di Rainier era quello di impedire la dichiarazione di guerra tra Gran Bretagna e Spagna infeciasse i piani per una possibile invasione delle Filippine spagnole, ripetendo la gloriosa cattura di Manila del 1762 ad opera degli inglesi. cooperando col governatore generale dell'India, Sir John Shore e col colonnello Arthur Wellesley, vennero preparate delle forze adeguate a condurre l'operazione a buon fine quando dall'India giunse inaspettata la notizia dell'agosto del 1797 che annunciava la firma del Trattato di Campo Formio che poneva fine alla Guerra della prima coalizione. La Gran Bretagna si trovò quindi sola di fronte a Francia e Spagna nel panorama europeo, mentre in quello asiatico Tipu Sultan del Regno di Mysore, vecchio avversario degli inglesi nell'India meridionale, stava cercando l'appoggio dei francesi per riprendere le ostilità. Le risorse previste per l'operazione contro Manila vennero mantenute in India ma l'operazione venne cancellata, anche se la protezione della "Flotta della Cina" risultava ancora un compito fondamentale da portare a termine.
Un gran numero di mercantili si portò come di consueto a Bombay nella primavera del 1797 in preparazione al viaggio alla volta di Macao. Per scortare questa forza, Rainier si dotò della fregata HMS Sybille (40 cannoni), catturata ai francesi nella Battaglia di Mykonos nel 1794, e della HMS Centurion (50 cannoni) che salparono col convoglio a luglio di quell'anno, passando lo Stretto di Malacca e venendo qui raggiunte dalle HMS Victorious e HMS Trident oltre alla fregata HMS Fox al comando del capitano Pulteney Malcolm, per poi proseguire alla volta di Macao. Il convoglio giunse senza incidenti a destinazione il 13 dicembre 1797, anche se la ciurma subì episodi di malattia per epidemie tropicali.

## I raid di Cooke

### La ricognizione di Manila
Con il suo convoglio ancorato al sicuro a Macao e la "Flotta della Cina" al sicuro, Cooke decise di condurre una ricognizione a Manila ed osservare lo squadrone spagnolo di base nel porto locale. Come motivazione ulteriore a questa operazione, erano giunte all'orecchio di Cooke voci secondo cui il Galeone di Manila, una ricchissima nave tesoriera annuale, si stava portando in loco. Questa nave portava con sé la straordinaria somma di 2 000 000 di dollari spagnoli d'argento provenienti da Acapulco attraverso l'Oceano Pacifico, fermandosi a Guam per poi proseguire alla volta di Manila. Una volta depositato il tesoro nelle Filippine, la nave ripartiva con beni di grande valore per tornare nuovamente nella Nuova Spagna. Questo scambio di beni era essenziale per mantenere in vita l'Impero spagnolo nelle Indie Orientali che abbisognava di enormi sostegni economici. I dollari spagnoli erano accettati comunemente in tutte le Indie Orientali e minare questo impero economico avrebbe certamente avuto enormi conseguenze sul commercio locale; per di più gli inglesi avevano cercato di attaccare i galeoni di Manila dall'epoca di Thomas Cavendish nel 1587.
Lasciando le navi da guerra più pesanti a Macao, Cooke salpò il 5 gennaio 1798 a bordo della Sybille ed accompagnato solo dalla Fox, con a bordo Mr. Bernard, un linguista di esperienza. Oltrepassando Luzon, le navi di Cooke incontrarono un piccolo vascello mercantile spagnolo che venne ingannato dal fatto che le due navi inglesi portassero sul pennone un tricolore francese. Avvicinandosi al vascello spagnolo ed infine catturandolo, Cooke riuscì a sapere dal capitano del mercantile che gran parte dello squadrone spagnolo a Manila stava portando avanti delle riparazioni alle proprie navi presso Cavite e quindi non era capace di salpare in mare per operazioni militari. Cooke ricompensò il capitano lasciandolo proseguire col suo carico intatto, anche se ne prelevò 3900 dollari d'argento. Lo squadrone spagnolo era stato investito da un tifone nell'aprile del 1797 e gran parte dei danni dovevano ancora essere riparati quando Cooke giunse al largo di Manila. Cooke si era preso la precauzione di mettere sul pennone delle sue navi la bandiera tricolore francese per non destare sospetti.

### La cena sullaSybille
Nel tardo pomeriggio del 13 gennaio 1798, la Sybille e la Fox giunsero alla Baia di Manila, passando senza sospetti la fortezza di Corregidor ed attraversando completamente la baia il mattino del 14 gennaio, gettando l'ancora tra Manila e Cavite. Da questo punto Cooke poteva osservare lo squadrone spagnolo al riparo presso Cavite, le navi di linea San Pedro, Europa e Montañés e le fregate Maria de la Cabeya e Luisa al molo ancora impreparate. Con suo grande disappunto, Cooke poté anche vedere il "galeone di Manila" Marquesetta scaricare il suo tesoro presso il porto di Cavite. Gli spagnoli avevano saputo poco prima dell'arrivo di Cooke dell'arrivo della fregata inglese HMS Resistance al comando del capitano Edward Pakenham nelle acque filippine ed aveva deciso pertanto di scaricare frettolosamente il prezioso carico per evitare rischi di un attacco.
La Fox fu la prima nave inglese ad ancorare ed il suo comandante, Malcolm, come del resto Cooke, parlava fluentemente il francese e con Bernard come traduttore fu in grado di persuadere l'ufficiale in carico di essere navi francesi alla ricerca di rinforzi per compiere operazioni di razzia sui mercantili inglesi. L'ufficiale offrì i rifornimenti richiesti ma non poté offrire alcuna nave di supporto. Cooke quindi si unì alla festa tenutasi a bordo della Fox, fingendo di essere il commodoro Latour, un ufficiale francese che era stato ucciso nel corso dell'Azione del 9 settembre 1796 al largo di Sumatra. L'ufficiale spagnolo si convinse completamente e invitò i visitatori a brindare con lui alla "caduta dell'Inghilterra".
Per l'ora che trascorsero col capitano locale, Malcolm e Cooke seppero informazioni dettagliate sulle difese e sullo squadrone delle Filippine, sino a quando una nave non si affiancò alla Fox. Il vascello era l'imbarcazione ufficiale del comandante spagnolo di Cavite, il contrammiraglio Don Ignacio María de Álava, che non si trovava a bordo della nave, ma che inviò un messaggio attraverso un proprio aiutante ad una terza nave. Gli ufficiali vennero scortati alla festa che si stava tenendo ed a quel punto gli spagnoli puntarono le loro armi contro l'equipaggio, decretandoli tutti prigionieri di guerra. Nella cabina di Malcolm, i due ufficiali catturati vennero informati della loro situazione, promettendo loro il rilascio con l'offerta anche di vino. Gli uomini della Fox vennero nel frattempo costretti a cambiarsi di abiti cedendo le uniformi francesi che indossavano e salendo a bordo delle navi spagnole come prigionieri di guerra, venendo portati sino al fiume Pasig. In questo punto, però, si trovavano delle cannoniere inglesi che colsero di sorpresa gli spagnoli senza combattere.
Malcolm a questo punto era stato in grado di ribaltare la situazione. Poco dopo, alle 16:00, Cooke e Malcolm organizzarono una cena per i loro ufficiali prigionieri e distribuirono cibo e grog alle ciurme (circa 200 uomini). Finita la cena, Cooke permise a tutti i prigionieri di tornare alle loro navi, mantenendo comunque le navi cannoniere catturate in precedenza.

### Zamboanga
Cooke guidò il suo piccolo squadrone a passare Corregidor il 15 gennaio e si rivolse poi a sud. Quattro giorni più tardi nel corso di una tempesta, una delle cannoniere si spezzò a metà ed andò perduta con dodici marinai. Le fregate successivamente si portarono in avanscoperta a Mindanao per poi raggiungere Zamboanga il 22 gennaio. Qui Cooke alzò la bandiera spagnola sul pennone delle proprie navi nel tentativo ancora una volta di giocare le autorità locali e farsi consegnare da loro pacificamente cibo e acqua potabile per il suo squadrone ma la Sybille si incagliò su un banco di sabbia all'entrata del porto ed attirò i sospetti di una cannoniera inviata sul porto dal governatore di Zamboanga, Raymundo Español. Il capitano della nave spagnola chiese alle navi inglesi il nome dei loro capitani, ma ricevendo per tutta risposta una schioppettata, mise l'intero villaggio in allerta. Coi difensori allertati, Cooke abbandonò il suo progetto e dopo aver ripreso il largo a bordo della Sybille il mattino seguente, ordinò il bombardamento del forte posto a protezione del porto. Quest'operazione ebbe ben poco effetto, sebbene gli spagnoli poi poterono recuperare a terra circa 450 palle di cannone di differente calibro, e Malcolm tentò addirittura uno sbarco anfibio per assediare il forte. Le navi si trovarono sotto pesante fuoco nemico e una palla di cannone uccise due uomini e ne ferì quattro. L'altra nave si arenò su un'area sabbiosa e come se non bastasse 250 civili armati iniziarono a sparare sugli inglesi dalla spiaggia, al punto che Malcolm fece rientrare l'operazione. Dopo breve gli inglesi vennero costretti a ritirarsi con due morti a bordo della Sybille e otto feriti a bordo della Fox, oltre alle navi perdute. I difensori persero 1 uomo ed ebbero 4 feriti.
Con le sue fregate che ora abbisognavano di riparazioni appropriate, Cooke si ritirò a mezza lega nautica da Zamboanga e trascorse tre giorni a risistemare le sue navi. Salpò quindi a nord giungendo poi a Canton con due delle cannoniere catturate. Quattro giorni dopo, il 27 gennaio lo squadrone si fermò al villaggio di Pullock a nord del Sultanato di Maguindanao per caricare acqua potabile. Sulla spiaggia gli uomini della Sybille vennero attaccati dai locali Lumad. Due marinai finirono uccisi ed altri nove vennero fatti prigionieri e portati nella foresta prima che potessero giungere i rinforzi. Cooke si lamentò col sultano Kibab Sahriyal a Kuta Wato ed i marinai catturati poterono essere recuperati.

## Conseguenze
La diversione di Cooke aveva consentito alle forze spagnole nelle Filippine di non essere più una minaccia immediata per gli inglesi, anche se la sua missione aveva costato la vita a 18 suoi uomini: l'ammiraglio Rainier si espresse positivamente in una sua lettera all'Ammiragliato. Secondo lo storico C. Northcote Parkinson se gli inglesi avessero atteso i rinforzi per lo squadrone sarebbero stati in grado di distruggere le navi da guerra spagnole disarmate che si trovavano a Cavite. Lo storico Richard Woodman fu invece critico sulla missione, considerandola un'operazione "senza lieto fine glorioso" e citando inoltre la mancata cattura della nave tesoriera.
La flotta cinese del 1798 salpò senza ulteriori incidenti. Nell'anno successivo la Resistance venne distrutta da un'esplosione accidentale a luglio nello Stretto di Bangka, e la maggior parte delle forze di Rainier si focalizzarono nel cercare di distogliere i francesi dall'occupazione di Suez nel Mar Rosso. Questo improvviso spostamento di risorse degli inglesi verso l'Egitto consentì alla fregata Preneuse ed alla corvetta Brûle-Gueule di riportarsi a Manila l'anno successivo per unirsi allo squadrone spagnolo ormai riparato. All'inizio di febbraio del 1799, queste forze combinate salparono alla volta di Macao, cogliendo di sorpresa le difese inglesi. Il comandante inglese capitano William Hargood contrattaccò, avanzando sulle forze franco-spagnole per un giorno intero e poi svanendo nella notte nell'Arcipelago di Wanshan. Lo squadrone combinato quindi si disperse e la Flotta della Cina non venne più attaccata sino alla Battaglia di Pulo Aura del 1804, nella quale uno squadrone francese venne sconfitto. Le fregate utilizzate da Cooke per l'operazione di Manila vennero inviate ad operare in maniera indipendente nel 1799 nell'Oceano Indiano. La Prudente venne catturata dalla HMS Daedalus nell'Azione del 9 febbraio 1799 presso il Sudafrica, mentre la Forte venne intercettata dalla HMS Sybille al comando di Cooke il 28 febbraio presso Balasore nel Bengala. Nella successiva battaglia la Forte venne catturata ma Cooke rimase mortalmente ferito, morendo il 25 maggio successivo.